# Művészjáradék
A művészjáradékot a kiemelkedő művészeti teljesítmények és művészi életút iránti tisztelet kifejezéseképpen a Magyar Művészeti Akadémia (MMA) javaslatára alapította az Országgyűlés.

## Története
A művészek jelentős része a szocializmusban nem volt bejelentve, majd a rendszerváltozás után vállalkozóként, kényszervállalkozóként jellemzően alacsony jövedelmet jelentettek be. Az ezredforduló után sorra derült ki, milyen alacsony nyugdíjra jogosultak. Körülményeik rendezése érdekében az MMA javaslatát elfogadva a kormány részéről Balog Zoltán, az emberi erőforrások minisztere által benyújtott törvénymódosítással jött létre a művészjáradék 2017 decemberében. Összege az öregségi teljes nyugdíj jogszabályban meghatározott legkisebb összegének 425%-a. A meghatározott művészeti szakmai elismeréssel bíró művészek az MMA-nak nyújthatják be kérelmüket.
Kőszeg Ferenc és Radnóti Sándor kifogásolták, hogy miért nem automatikusan kapják a jogosultak, ugyanakkor méltányosnak nevezték magát a művészjáradékot. Az MMA főtitkára, Kucsera Tamás Gergely jelzése zárta le a művészjáradék kapcsán felmerülő vitát, mivel ismertette, hogy az államnak nincs közhiteles nyilvántartása a díjakról, ezért elkerülhetetlen, hogy a jogosultak kérelmezzék azt. Az ötlet részleteinek kidolgozójaként egyúttal jelezte: azért az MMA-hoz került a művészjáradék ügyeinek intézése, mivel a köztestület már évekkel korábban felvetette a juttatás ötletét, s most is az MMA lobbizta azt ki.

## A jogosultak köre
A járadékra olyan személyek jogosultak, akik elmúltak 65 évesek, és részesültek a következő elismerések valamelyikében:
1. Kossuth-díjban, a Magyarország Kiváló Művésze, a Magyar Köztársaság Kiváló Művésze, a Magyar Népköztársaság Kiváló Művésze, a Magyarország Érdemes Művésze, a Magyar Köztársaság Érdemes Művésze, a Magyar Népköztársaság Érdemes Művésze, a Magyar Köztársaság Babérkoszorúja, a Magyarország Babérkoszorúja és a Népművészet Mestere díjak valamelyikében,
2. a Népművészet Ifjú Mestere és a Táncsics Mihály-díj kivételével a kultúráért felelős miniszter által jogszabályban alapított díjként, a feladatkörében adományozható
  - művészeti díjban,
  - művészet-igazgatási területen végzett vagy művészetelméleti tevékenységre tekintettel adományozott művészet- és közművelődés-igazgatási, művészetelméleti és közművelődés-elméleti díjban,
3. Ybl Miklós-díjban, Pro Architectura díjban, Mőcsényi Mihály-díjban, vagy
4. az MMA közgyűlése által adományozott, a Magyar Művészeti Akadémia Életműdíja, a Magyar Művészeti Akadémia Nagydíja, a Magyar Művészeti Akadémia Művészeti Írói Díja, és a Magyar Művészeti Akadémia Kováts Flórián Emlékérme díjak valamelyikében részesültek.

A fenti 2. pont szerinti, a kultúráért felelős miniszter feladatkörében adományozható, a művészjáradék megállapítása szempontjából releváns elismerések köre – az emberi erőforrások minisztere által adományozható elismerésekről szóló 26/2016. (IX. 8.) EMMI rendelet alapján – a következő:
- Balassa Péter-díj;
- Balázs Béla-díj;
- Balogh Rudolf-díj;
- Bánffy Miklós-díj, ha a díjat művészet-igazgatási területen végzett vagy művészetelméleti tevékenységért adományozták;
- Blattner Géza-díj;
- Erkel Ferenc-díj;
- Ferenczy Noémi-díj;
- Gérecz Attila-díj;
- Harangozó Gyula-díj;
- Herczeg Ferenc-díj;
- Hortobágyi Károly-díj;
- Jászai Mari-díj;
- József Attila-díj;
- Liszt Ferenc-díj;
- Martin György-díj;
- Márai Sándor-díj;
- Máté Péter-díj;
- Munkácsy Mihály-díj;
- Nádasdy Kálmán-díj;
- Németh Lajos-díj;
- Szabolcsi Bence-díj.